# Nir Am
Nir Am ( נִירְעָם, ניר עם) est un kibboutz créé en 1943.

## Histoire
Le kibboutz est créé par des migrants de Moldavie, puis d'Argentine de France et d'Afrique du Sud.
Il est situé à 25 km d'Ashkelon, 40 km de Beer-Sheva, 85 km de Tel Aviv et 90 km de Jérusalem.